# Реинтродукция бизонов в Сибири
Реинтродукция бизонов в Сибири — комплекс мероприятий, предпринимаемый для увеличения территорий, где живут бизоны и для возвращения Сибири былого биоразнообразия.

## Ход реинтродукции бизона в Сибири
8 апреля 2006 года, после долгих переговоров, в Якутию привезли стадо из 30 лесных бизонов (по 15 молодых самцов и самок) из заповедника Элк-Айленд, подаренных правительством Канады. Переезд бизонов оплатила компания АЛРОСА. Первоначально бизонов предполагалось направить в Плейстоценовый парк. Вся подготовительная работа по переселению бизонов шла в рамках этого проекта, но в итоге, учитывая ценность полученных животных, было решено поселить стадо в парке Усть-Бутома (Ленские столбы), расположенном южнее. Стадо в парке Усть-Бутома стало основой для восстановления азиатской популяции бизона — отсюда по мере увеличения поголовья их расселяют по территории Сибири. Кроме Якутии, лесных бизонов предполагается реинтродуцировать в Ямало-Ненецком автономном округе. Общее количество бизонов в Якутии на начало 2017 года достигло 171 особей. Летом 2019 г. популяция лесных бизонов в Якутии достигла 212 голов.

### Лесной бизон

#### Усть-Бутома
Питомник работает с 2006 года. Животные содержатся в огороженном участке площадью 120 гектаров. При первом завозе бизонов одна из самок бизона погибла из-за перелома бедра при перелёте, ещё три самца погибли в результате несчастных случаев позже. Однако оставшиеся животные успешно адаптировались к суровому климату Якутии. Условия жизни в парке оказались столь подходящими для бизонов, что первое потомство было получено на год раньше ожидаемого срока. На весну 2009 года в Якутии родились уже 6 бизонов. В 2011 году была завезена вторая партия животных числом в 30 голов. Третья партия животных (10 самцов и 20 самок) была завезена 22 марта 2013 года.

#### Тымпынай
Питомник работает с 2016 года. Животные содержатся в огороженном участке площадью 300 гектаров. Телята из Усть-Бутомы были отселены на территорию природного парка «Сиинэ», где 23 мая 2016 состоялось открытие нового питомника лесных бизонов «Тымпынай». На 2021 год свыше 200 бизонов находятся в питомнике «Тымпынай» в Горном районе на вольном выпасе, где в радиусе ста километров вокруг в любую сторону нет населенных пунктов. Из «Буотамы» в «Тымпынай» передают телят, а из «Тымпыная» уже взрослых бизонов выпускают на волю, в дикую природу.

#### Тумара
В Сунтарском улусе находится третий якутский питомник «Тумара». В 2020 году в питомник было передано 10 телят лесных бизонов.

### Степной бизон

#### Плейстоценовый парк
Заказник «Плейстоценовый парк» располагается в Нижнеколымском районе на севере-востоке Якутии. В 2019 и 2021 годах на ферме Ditlevsdal Bison Farm в Дании были приобретены 2 партии степных бизонов и доставлены в парк. В 2023 году еще одну партию из 12 степных бизонов привезли в Плейстоценовый парк, при поддержке благотворительного фонда Андрея Мельниченко.

#### Ингилор
Ямальский природный парк «Ингилор», специализирующийся на разведении овцебыков, в 2023 году выменял партию из 14 овцебыков, которых отправили в Плейстоценовый парк, на партию из 12 степных бизонов, купленных благотворительным фондом Андрея Мельниченко в Дании.

## Исторические предпосылки для реинтродукции бизонов
Первые бизоны возникли в плиоцене (предположительно в Южной Европе), а в плейстоцене уже расселились по всей Евразии и Северной Америке. В последнюю они впервые попали по берингийскому мосту около 600 000 лет назад, образовав здесь малоразмерную теплолюбивую форму Bison antiquus. В позднем плейстоцене (около 90 000 лет назад, с началом очередной ледниковой эпохи) евразийский степной бизон (Bison priscus) повторно проник в Северную Америку, заселив холодные тундростепи Берингии (аборигенный Bison antiquus обитал южнее). В этот период среди крупных животных мамонтовых степей бизоны были одними из самых распространённых. Палеонтолог Н. К. Верещагин, анализируя частоту находок костей крупных животных плейстоценовой мегафауны, оценил относительную численность бизонов (по десятибалльной шкале) в десятку, в то время как относительная численность мамонта была оценена в 3 балла, северного оленя в 7 баллов, а овцебыка в 1 балл.
Затопление берингийского моста 14 000 лет назад и коллапс экосистемы мамонтовых степей в конце плейстоцена привёл к распаду единого ареала евразийского бизона, простиравшегося в ледниковый период от Атлантики до границ американского ледникового щита.
В Европе из плейстоценовых бизонов образовалась обособленная популяция зубров (Bison bonasus) — бизонов, приспособленных к жизни в широколиственных европейских лесах.
Две отдельных популяции появились (и сохранились до наших дней) в северной Америке, как результат смешения Bison antiquus и Bison priscus. При этом в формировании характерных для прерий степных бизонов (Bison bison bison) основную роль сыграл местный вид Bison antiquus, в то время как более крупные лесные бизоны (Bison bison athabascae), населяющие тайгу и лесотундру на территории современной Канады, происходят преимущественно от Bison priscus.
Следует отметить, что отличия американских бизонов и европейских зубров от своего общего предка — плейстоценового степного бизона (Bison priscus) невелики, так как зубры и бизоны свободно скрещиваются, давая плодовитое потомство (это ясно свидетельствует, что отличия от исходного вида, накопившиеся в ходе эволюции, незначительны). Однако из трёх форм современных бизонов наибольшим сходством с древним степным бизоном обладает лесной бизон (Bison bison athabascae).
В Сибири длительное время после исчезновения мамонтовых степей существовала ещё одна популяция бизонов, вымершая лишь в позднем голоцене. Так, на Таймыре бизоны исчезли не ранее 7 тысячелетия до н. э., в Якутии некоторые находки костей бизонов датируются 5–6 тысячелетиями до н. э. Наскальные рисунки рубежа нашей эры в Южной Якутии предположительно изображают бизонов, а около озера Байкал археологами обнаружены кости бизонов на стоянках людей, датирующиеся IX–X веками нашей эры.
Вымершие сибирские бизоны имели наибольшее сходство с современными лесными бизонами (Bison bison athabascae). Обе формы произошли из восточносибирско-берингийской популяции плейстоценовых бизонов, и после разделения ареала вследствие затопления берингийского моста эволюционировали в схожих условиях тайги и лесотундры. Сходство сибирских бизонов с американскими лесными было столь велико, что некоторые учёные зачисляют обе популяции в один подвид Bison bison athabascae.

## Судьба лесного бизона в историческую эпоху
В Америке лесной бизон (Bison bison athabascae) в недавнем прошлом населял огромные территории на севере континента. Его ареал включал современную провинцию Альберту, северо-восток Британской Колумбии, часть провинции Саскачеван, часть Северо-Западных территорий, Юкон и большую часть Аляски.
Наличие в среднем и позднем голоцене популяции бизонов на Аляске и прилегающих территориях Канады подтверждается многочисленными находками костей бизонов при археологических раскопках, а также рассказами индейцев и свидетельствами первых колонистов. Радиоуглеродный анализ находок показывает, что бизоны ещё встречались на Аляске 150—200 лет назад. Судя по свидетельствам индейцев, для которых бизоны были объектом охоты, во внутренних областях Аляски популяция бизонов сохранилась до 1800-х, а последние животные исчезли уже после 1900 года,. Примерно в то же время завершается уничтожение лесных бизонов в Канаде, так что к началу XX века Bison bison athabascae практически исчез с лица земли. К счастью, энергичные меры позволили спасти последних лесных бизонов в провинции Альберта, где для них в 1915 году был создан национальный парк Вуд-Баффало. Однако в 1925-28 годах в заповедник завезли более 6000 степных бизонов, в результате чего над лесными бизонами нависла угроза «растворения» в южных пришельцах. К тому же степные бизоны завезли туберкулёз. В течение XX века удалось расселить часть оставшихся чистокровных лесных бизонов по заповедникам на севере Канады, где их общая численность достигла нескольких тысяч голов. В настоящее время ведутся работы по реинтродукции бизонов на Аляске (в 2008 году туда перевезена первая партия из 53 животных). Но, несмотря на предпринятые усилия, будущее лесных бизонов остаётся под вопросом — подвиду угрожают разносимые крупным рогатым скотом болезни, а также нежелательное скрещивание со степным бизоном.

## Экологические предпосылки реинтродукции бизонов в Сибири
Как уже было показано, наблюдается практически полная идентичность среды обитания вымерших сибирских и современных американских лесных бизонов. Сибирские бизоны после разрушения мамонтовых прерий в течение тысячелетий обитали в тундре и тайге восточной Евразии, в то время как атабасский подвид бизона занимал такую же экологическую нишу в тайге и тундре американского континента. Генетические различия между лесными американскими и сибирскими бизонами также минимальны — речь может идти о близкородственных подвидах одного вида или даже о разных популяциях одного подвида. Поскольку бизоны вымерли в Сибири (по всей видимости в результате охотничьей деятельности человека) в эпоху, когда уже сложилась современная таёжная и тундровая экосистема, то они являются автохтонными обитателями сибирской тундры и тайги. В силу сказанного, расселение лесных американских бизонов в Якутии должно рассматриваться как восстановление исторического ареала животных, а не как вселение чужого вида. Помимо восстановления биоразнообразия сибирской фауны, реинтродукция бизонов позволит также повысить шансы на выживание редкого подвида, которому угрожает опасность исчезновения.

## Критика проекта
Некоторые представители природоохранных организаций негативно оценивают программу расселения лесных бизонов в Сибири. Против этой программы выдвигаются следующие возражения:
1. Древние бизоны в Евразии жили в тундростепях — экосистеме принципиально отличной от современной тайги или тундры. Соответственно в современной тундровой экосистеме Сибири бизонам места нет.
2. Современные американские бизоны приспособлены жить в лесостепях и степях, а не в тайге и тундре.
3. Современные канадские лесные бизоны сильно отличаются от бизонов, живших в Сибири. Поэтому в отличие от овцебыков, вселение американских бизонов в Якутию является не реинтродукцией, а интродукцией чужеродного вида (подобно вселению кролика в Австралии).

Первые два аргумента против реинтродукции бизонов происходят от недостаточной информированности. Сибирские бизоны длительное время жили в тайге и тундре современного типа, и вымерли лишь в Средневековье — то есть тогда, когда тундростепей уже не было тысячи лет. Обитателем степей и лесостепей является американский степной бизон (Bison bison bison), но не лесной бизон (Bison bison athabascae), которого планируют расселить в Сибири. Последний (Bison bison athabascae) обитает в северной Канаде и Аляске, и является обитателем именно тундры и тайги.
Третий аргумент противников реинтродукции также не выдерживает критики. Различия между вымершими сибирскими бизонами и современными лесными американскими не превышают различий между двумя подвидами одного вида. Такие небольшие отличия не могут быть основанием для того, чтобы считать расселение лесных бизонов в Сибири вселением чужеродного вида. В этом легко можно убедиться на примере уже проведённых успешных реинтродукций крупных животных.
- Так плейстоценовый овцебык Евразии морфологически заметно отличался от современного и обычно рассматривается как другой вид. Тем не менее успешной реинтродукции овцебыка в российском заполярье это не помешало[28].
- В XX веке на место полностью истреблённого горного кавказского зубра была успешно реинтродуцирована помесь равнинного беловежского зубра с американским степным бизоном. Несмотря на то, что и равнинный зубр и степной бизон никогда не обитали в горах, реинтродукция была исключительно успешной — зубробизоны идеально вписались в опустевшую экологическую нишу истреблённых кавказских зубров.
- В зоне отчуждения Чернобыльской АЭС с 1998 года проводится эксперимент по реинтродукции лошади Пржевальского вместо истреблённого лесного тарпана. Лошадь Пржевальского и тарпан обычно рассматривают как разные виды (Equus przewalskii и Equus gmelini соответственно), причём лошадь Пржевальского является обитателем сухих степей Центральной Азии[29]. Тем не менее лошадь Пржевальского успешно адаптировалась в болотистых лесах зоны отчуждения и играет позитивную роль в поддержании местной экосистемы[30].